# Auguste Bordes
Auguste Bordes, né à Paris le 11 février 1879 et mort dans la même ville le 21 décembre 1896, est un serveur et militant anarchiste français. Né dans une famille anarchiste, il suit son père en exil à Londres alors qu'il n'a que cinq ans. La famille est rapatriée à Paris en 1893 face à la pauvreté qui les touche et il commence à travailler comme serveur chez un marchand de vin. Pendant la répression de début 1894, il se trouve dans le cabaret Duprat pendant la rafle qui le vise - parvient à s'enfuir chez Louise Pioger, mais y est arrêté. Il est rapidement remis en liberté. Bordes meurt deux ans plus tard d'un abcès intestinal.
Sa photographie policière fait partie des collections du Metropolitan Museum of Art (MET). Il a 15 ans lors de la photographie, ce qui fait de lui l'un des plus jeunes de la collection.

## Biographie
Auguste Joseph Bordes naît à Paris dans le 2e arrondissement le 11 février 1879,,, dans une famille anarchiste. Il est le fils de Guillaume Auguste Bordes, dit Sedrob, qui s'exile au Royaume-Uni après avoir deserté en 1884,,, et de Louise Laurent. En 1893, la famille, qui est très pauvre, est rapatriée en France par la Société de Bienfaisance Française,,. Auguste Bordes commence alors à travailler comme serveur chez un marchand de vins de Paris,.
En mars 1894, pendant la répression de janvier et février 1894, il se trouve dans le cabaret Duprat, tenu par Louis Duprat et Louise Pioger, alors un lieu de rassemblement des anarchistes en France, lorsque celui-ci est perquisitionné,. La rafle de la police est très violente, elle descend avec plus de quarante policiers et malmène les personnes se trouvant dans l'établissement, qui se battent avec les policiers,. Bordes parvient à s'enfuir et se réfugier dans le logement de Pioger et son gendre Benoît Morel, mais la police l'y arrête finalement peu après,.
Une vieille femme se rend à la porte commissariat et déclare que Bordes n'a rien à faire dans aucune histoire et que les policiers l'auraient frappé,. Il est bertillonné dans les jours suivants puis remis en liberté,.

Bordes meurt deux ans plus tard, le 21 décembre 1896, dans le 6e arrondissement de Paris, des suites d'un abcès intestinal,. Le Libertaire le décrit de la sorte, : 
C’était un de ces jeunes hommes qui ont eu la chance de se développer au sein d’un milieu anarchiste et qui, avec l’enthousiasme de l’adolescence et la conviction raisonnée de l’âge mûr, se lancent ardemment dans le mouvement révolutionnaire

## Postérité

### Photographie policière
Sa photographie policière fait partie des collections du Metropolitan Museum of Art (MET). Il a 15 ans lors de la photographie, ce qui fait de lui l'un des plus jeunes de la collection.